# Draakvisachtigen
Draakvisachtigen (Stomiiformes) vormen een orde van straalvinnige diepzeevissen.

## Kenmerken
De vissen binnen deze orde zijn qua uiterlijk erg divers. De orde omvat vier families en meer dan 50 geslachten, met in totaal ongeveer 320 soorten.
De kleinste soort in deze orde is de Cyclothone pygmaeae die in de Middellandse Zee wordt aangetroffen, terwijl de grootste soort, Opostomias micripnis in alle oceanen voorkomt. De soorten variëren in lengte van 2 tot meer dan 50 centimeter in lengte.
Zoals gewoonlijk voor diepzeevissen hebben alle vissen uit deze orde bioluminescente organen waaraan de vissen binnen deze orde worden ingedeeld.

## Migratie
Sommige soorten blijven overdag in de diepere wateren en meten de lichtintensiteit. De vis migreert naarmate de intensiteit gedurende de dag verandert, zodat ze altijd in hetzelfde schemergebied blijven. 's Nachts zijn de vissen dus in ondieper water te vinden waar ze ook jagen. Bij zonsopkomst duiken ze weer naar de diepzee.

## Voortplanting
De draakvisachtigen zetten hun eieren normaal gesproken af in dieper water, maar de lichte eieren drijven naar het oceaanoppervlak waar ze ook uitkomen. Wanneer de larven hun metamorfose hebben ondergaan en hun volwassen status hebben bereikt duiken ze weer terug naar diepere wateren.
Sommige soorten veranderen van geslacht tijdens hun leven, ze worden als mannetje geboren en transformeren later in een vrouwtje.

## Onderorden en Families
- Onderorde Gonostomatoidei
  - Familie Gonostomatidae (Borstelmondvissen)
  - Familie Sternoptychidae (Diepzeebijlvissen)
- Onderorde Psosichthyoidei
  - Familie Phosichthyidae (= Photichthyidae) (Lichtvissen)
  - Familie Stomiidae